# Lonchurus
Lonchurus – rodzaj ryb z rodziny kulbinowatych (Sciaenidae).

## Klasyfikacja
Gatunki zaliczane do tego rodzaju:
- Lonchurus elegans
- Lonchurus lanceolatus